# 한국토지공사
한국토지공사(韓國土地公社. KLC, Korea Land Corporation)는 토지의 취득·개발·공급을 통하여 토지의 이용도를 증진시키고 토지자원의 효율적인 이용을 촉진하여 건전한 국민경제 발전에 기여함을 목적으로 설립된 대한민국의 공기업이다. 1975년 토지금고로 설립되었으며, 1979년 한국토지개발공사로 확대발족되어 1996년 한국토지공사로 사명을 변경한 후 2009년 한국토지주택공사로 통합되어 해체되었다. 본사는 경기도 성남시 분당구 정자동 217에 있다.

## 개요
- 본사: 경기도 성남시 분당구 정자동 217
- 조직: 6이사 1본부 1연구원 30처(실), 20지역 및 사업본부
- 인원: 임원 8명, 직원 2,974명(2007)
- 매출총이익: 1조 8,897억원 (2007)
- 당기순이익: 9,692억원 (2007)
- 자산: 33조 3,399억, 부채: 27조 353억, 자본: 6조 3,046억 (2007)
- 자기자본비율: 18.9%(2007)

## 연혁
- 1975년 4월 1일 한국토지공사의 전신 “토지금고” 설립, 발족
- 1978년 12월 15일 최초 산업단지인 “안성시범공단” 기공식
- 1979년 3월 27일 한국토지개발공사 로 확대 개편
- 1980년 12월 31일 택지개발촉진법제정·공포에 따른 택지개발사업 본격 착수
- 1988년 9월 13일 200만호 주택건설계획에 따른 수도권 1기 신도시건설 착수 (분당, 일산, 중동, 평촌)
- 1996년 1월 1일 한국토지공사로 사명변경
- 2001년 12월 21일 계획적 개발을 위한 수도권 2기 신도시건설 본격 착수 (판교, 동탄1, 김포한강, 양주)
- 2002년 12월 27일 개성공단조성사업 착수
- 2007년 3월 19일 경북 김천혁신도시 등 6개혁신도시 사업 시행
- 2007년 12월 14일 부동산시장 안정을 위한 수도권 2기 신도시 추가 건설 추진 (위례, 동탄2, 검단)
- 2008년 1월 1일 공사 신규 BI 엘플러스(L+) 공식 발표
- 2009년 10월 1일 대한주택공사와 통합하여 한국토지주택공사 출범으로 해체

## 법적 지위
한국토지공사는 구 한국토지공사법(2007. 4. 6. 법률 제8340호로 개정되기 전의 것) 제2조, 제4조에 의하여 정부가 자본금의 전액을 출자하여 설립한 법인이고, 같은 법 제9조 제4호에 규정된 한국토지공사의 사업에 관하여는 공익사업을 위한 토지 등의 취득 및 보상에 관한 법률 제89조 제1항, 위 한국토지공사법 제22조 제6호 및 같은 법 시행령 제40조의3 제1항의 규정에 의하여 본래 시·도지사나 시장·군수 또는 구청장의 업무에 속하는 대집행권한을 한국토지공사에게 위탁하도록 되어 있는바, 한국토지공사는 이러한 법령의 위탁에 의하여 대집행을 수권받은 자로서 공무인 대집행을 실시함에 따르는 권리·의무 및 책임이 귀속되는 행정주체의 지위에 있다고 볼 것이지 지방자치단체 등의 기관으로서
국가배상법 제2조 소정의 공무원에 해당한다고 볼 것은 아니다.